# Dadap
Dadap is een bestuurslaag in het regentschap Indramayu van de provincie West-Java, Indonesië. Dadap telt 13.048 inwoners (volkstelling 2010).